# Cremains of the Day
«Cremains of the Day» (укр. «Прах кремованого дня») — п'ятнадцята серія тридцять п'ятого сезону мультсеріалу «Сімпсони», прем'єра якої відбулась 21 квітня 2024 року у США на телеканалі «Fox».
Повторний показ серії 15 вересня 2024 року був присвячений пам'яті актора Джеймса Ерла Джонса, який помер за 6 днів до того у віці 93 років.

## Сюжет
У таверні Мо Гомер, Ленні та Карл за пивом дивляться матч НФЛ. Вони зробили ставки та переконали Мо також спробувати. Той після деякого опору погоджується. На жаль він програє і виштовхує всіх завсідників з таверни, але коли він намагається виштовхнути Леррі, чоловіки дізнаються, що він помер.
У похоронному бюро проводять похорон Леррі. Отець Лавджой звертається до матері Леррі, Айріс Далрімпл. Жінка закликає його найкращих друзів-завсідників виголосити промову. Однак, чоловіки його зовсім не знали і вигадують з ним якусь історію про риболовлю, яку, за словами Айріс, любив покійник.
Після похорона Мардж викриває їхню брехню і говорить, як вона розчарована ними. До них приходить Айріс і віддає їм щоденник Леррі, де є малюнок усіх п'яти «друзів» на тлі водоспадів Сереніті-Фолз. Відчувши провину, Ленні пропонує вирушити туди, щоб розвіяти прах Леррі.
Дорогою чоловіки зупиняються в готелі, де перед сном сперечаються, куди йде душа після смерті. Наступного ранку Гомер йде до ванної кімнати випадково перекидає урну, з якої разом з попелом висипаються сапфіри. На думку Гомера і Мо, Леррі займався контрабандою коштовностей у шлунку, і після кремації, сапфіри потрапили в попіл. Мо переконує Гомера зберегти це в таємниці від Ленні та Карла.
Повертаючись на дорогу, Ленні та Карл сваряться, майже збиваючи урну. Коли Ленні надто сильно натискає на педаль, задні двері фургона відкриваються, й урна котиться дорогою. В результаті таємниця Мо та Гомера виходить назовні.
Четверо сперечаються про угоду. Їх перериває шериф, викривши чоловіків їх у контрабанді коштовностей. Шериф кидає їх в багажник свого авто. Чоловіки сперечаються через свою брехню, і приходять до висновку, що тверезі вони не є бандою. Виявляється, що шериф — Міккі Незавершені справи, який працює на Жирного Тоні. Бос мафії наказує відпустити чоловіків, бо голове — це сапфіри Леррі. Однак, Міккі, вірний своєму прізвищу, вирішує позбутися зайвих свідків.
Побоюючись смерті, Гомер знаходить сигнальну рушницю і намагається вистрілити в Міккі, коли той відкриває багажник. Однак, Сімпсон промахується і в результаті імпульсу, авто котиться в ущелину. На щастя, воно зупиняється перед прірвою. Чоловіки розуміють, що, щоб усім вижити, їм потрібно одночасно вистрибнути з автомобіля. Однак, Гомер неправильно підраховує і падає з авто…
Тим часом урна Леррі котиться вниз яром туди, де знаходиться Гомер. Вона потрапляє між колесом, що зупиняє авто та рятує Гомера.
Дорога збирає їх якраз перед Сереніті-Фолз, однак вони не такі, як на малюнку Леррі. Друзі розуміють, що Леррі хотів бути з ними, тож разом з урною (і сапфірами у шлунку Мо) повертаються до таверни.

## Виробництво
За словами виконавчого продюсера Метта Селмана, в команди була ідея про жарт, який би пояснив, чому немає товариша Леррі, Сема. Однак, у серії вже був жарт про відсутність Барні.
Жарт зі знаком перед входом до похоронного бюро «We'll „wake me up“ before you „go-go“» (укр. «Ми „розбудимо Вас“ перед тим, як „підете“») вигадала сценаристка Джессіка Конрад. Напис є відсиланням до пісні «Wake Me Up Before You Go-Go» дуета «Wham!».
Метт Селман запропонував різні бачення життя після смерті Гомером і його друзями.

## Культурні відсилання та цікаві факти
- У серії є кілька відсилань до гурту «Kool & the Gang», зокрема
  - Пісня Get Down on It грає по радіо у фургоні після того, як друзі кепкують з Карла щодо того, що його дівчина Найма є фанаткою «Kool & the Gang»[4].
  - Пісня «Cherish» грає у фінальній сцені[5].
  - За збігом обставин, у день виходу серії, 21 квітня 2024 року, «Kool & the Gang» внесли до зали слави рок-н-ролу[6][4].
- Карл виграв річний запас наборів тако «Old El Paso», бренду текс-мекс[7].

## Ставлення критиків і глядачів
Під час прем'єри серію переглянули 0,97 млн осіб, з рейтингом 0.3, що зробило її найпопулярнішим шоу на каналі «Fox» тієї ночі.
Джон Шварц із сайту «Bubbleblabber» оцінив серію на 8,5/10, сказавши:
|  | Серія, ймовірно, увійде в список найкращих епізодів 35 сезона «Сімпсонів», з важливими сюжетними моментами, які просто захоплюючі, що ми дійсно не бачили цього раніше. Хлопці розмірковують про те, що станеться, коли ми помираємо, досить глибоко в комплекті з ніжною оригінальною піснею Кари Тальве з BFM [композиторки «Bleeding Fingers Music», що складає музику до серіала], яка справді почала мене турбувати. Це не означає, що в епізоді не було хихикань… |

На сайті «Me Blog Write Good» відзначили, що:
|  | Це була чудова нагода створити відверту, чесну історію з цими чотирма персонажами, які розмовляють про свої почуття один до одного та про те, чому вони ніколи не відкривалися цьому бідолашному хлопцю, який міг би бути шпалерами в їхньому житті. Є одна цікава сцена, де вони говорять про свої суперечливі погляди на життя після смерті, але відразу після цього Гомер відкриває сапфіри, і все йде на спад… Це був справжній облом; здавалося, що ця концепція мала реальний потенціал бути чудовим мета-жартом у гуманізації цього абсолютного нікого з фонового персонажа, а також була дуже емоційною в тому, як ми можемо закривати очі на ці регулярні події в нашому житті та що це говорить про нас. Натомість більша частина цього була повністю здута на користь випадкових махінацій для задньої половини. Якийсь сором. |

2024 року Генка Азарію було номіновано на премію «Еммі» за «Найкраще озвучування» в цій серії.
У січні 2025 року сценариста серії Джона Фрінка було номіновано на премію Гільдії сценаристів Америки в області анімації 2024 року.
Згідно з голосуванням на сайті The NoHomers Club більшість фанатів оцінили серію на 4/5 із середньою оцінкою 3,82/5.